# Erisma nitidum
Erisma nitidum är en tvåhjärtbladig växtart som beskrevs av Dc.. Erisma nitidum ingår i släktet Erisma och familjen Vochysiaceae. Inga underarter finns listade i Catalogue of Life.